# Bóng đá tại Đại hội Thể thao Đông Nam Á 2001 – Nam
Nội dung bóng đá nam tại Đại hội Thể thao Đông Nam Á 2001 được tổ chức tại Malaysia từ ngày 1 tháng 9 đến ngày 15 tháng 9 năm 2001. Độ tuổi tham dự là từ 23 tuổi trở xuống, không có các cầu thủ quá tuổi. Đây là lần đầu tiên giới hạn độ tuổi dưới 23 được áp dụng chính thức tại nội dung bóng đá nam của Đại hội Thể thao Đông Nam Á.
Thái Lan đã bảo vệ thành công tấm huy chương vàng sau khi đánh bại Malaysia 1–0 trong trận chung kết. Myanmar giành tấm huy chương đồng sau khi vượt qua Indonesia.

## Lịch thi đấu
Dưới đây là lịch thi đấu cho nội dung bóng đá nam.
| G | Vòng bảng | ½ | Bán kết | B | Tranh huy chương đồng | F | Chung kết |

| T7 1 | CN 2 | T2 3 | T3 4 | T4 5 | T5 6 | T6 7 | T7 8 | CN 9 | T2 10 | T3 11 | T4 12 | T5 13 | T6 14 | T7 15 | T7 15 |
| ---- | ---- | ---- | ---- | ---- | ---- | ---- | ---- | ---- | ----- | ----- | ----- | ----- | ----- | ----- | ----- |
| G    | G    | G    | G    | G    | G    | G    |      | G    | G     | G     |       | ½     |       | B     | F     |

## Các quốc gia tham dự
9 đội tuyển trong tổng số 10 quốc gia Đông Nam Á đã tham dự nội dung thi đấu này. Philippines ban đầu cũng tham dự giải đấu, nhưng đã rút lui vào giờ chót vì vấn đề kinh phí.
| - Brunei (BRU) - Campuchia (CAM) - Indonesia (INA) - Lào (LAO) - Malaysia (MAS) | - Myanmar (MYA) - Singapore (SGP) - Thái Lan (THA) - Việt Nam (VIE) |

## Địa điểm
Ba địa điểm diễn ra các trận đấu bóng đá nam là Sân vận động MPPJ và Sân vận động Shah Alam ở Selangor, cùng với Sân vận động Quốc gia Bukit Jalil ở thủ đô Kuala Lumpur.
| Selangor                                                                          | Selangor               | Kuala Lumpur                      | Kuala Lumpur                      |
| --------------------------------------------------------------------------------- | ---------------------- | --------------------------------- | --------------------------------- |
| Sân vận động MPPJ                                                                 | Sân vận động Shah Alam | Sân vận động Quốc gia Bukit Jalil | Sân vận động Quốc gia Bukit Jalil |
| Sức chứa: 20.000                                                                  | Sức chứa: 80.372       | Sức chứa: 90.000                  | Sức chứa: 90.000                  |
|                                                                                   |                        |                                   |                                   |
| Kuala LumpurSelangorBóng đá tại Đại hội Thể thao Đông Nam Á 2001 – Nam (Malaysia) |                        |                                   |                                   |

## Đội hình
Các cầu thủ sinh từ ngày 1 tháng 1 năm 1978 trở về sau có đủ điều kiện tham dự giải đấu này. Mỗi đội tuyển được phép đăng ký tối đa 20 cầu thủ.

## Bốc thăm
Lễ bốc thăm được tổ chức vào ngày 16 tháng 6 năm 2001 tại Kuala Lumpur, Malaysia. Mười đội tuyển trong giải đấu nam (bao gồm cả Philippines trước khi rút lui) được bốc thăm chia thành hai bảng, mỗi bảng năm đội. Các đội tuyển được xếp vào năm nhóm hạt giống theo thành tích của họ tại kỳ đại hội trước. Đương kim vô địch Thái Lan và đương kim á quân Việt Nam được xếp vào nhóm hạt giống số 1. 
| Nhóm 1                  | Nhóm 2                | Nhóm 3                 | Nhóm 4       | Nhóm 5                      |
| ----------------------- | --------------------- | ---------------------- | ------------ | --------------------------- |
| Thái Lan (C) · Việt Nam | Indonesia · Singapore | Malaysia (H) · Myanmar | Lào · Brunei | Campuchia · Philippines (W) |

## Trọng tài
Các trọng tài sau đây đã được lựa chọn để điều khiển tại giải đấu.
| Trọng tài - Toshimitsu Yoshida - Halim Abdul Hamid - Mohd Sukri Mat Amin - U Tun Hla Aung - U Tun Hla Min - R.Vijay - AGC Deshapriya - Rungklay Mongkol - Lương Thế Tài | Trợ lý trọng tài - Mohd Yusof Abdullah - Doung Sochet - Lee Yau Tak - Soetomo Aries Munandar - Kim Dae-yong - Phonesirigvanong P. - Abdul Rahim Ali - Mohamed Ameez - M.Elagkoven - Saadon Mohamed |

## Vòng bảng
Hai đội đứng đầu mỗi bảng lọt vào vòng bán kết.

### Bảng A
| VT | Đội       | ST | T | H | B | BT | BB | HS  | Đ  | Giành quyền tham dự     |
| -- | --------- | -- | - | - | - | -- | -- | --- | -- | ----------------------- |
| 1  | Thái Lan  | 4  | 4 | 0 | 0 | 12 | 1  | +11 | 12 | Vòng đấu loại trực tiếp |
| 2  | Myanmar   | 4  | 2 | 1 | 1 | 7  | 4  | +3  | 7  | Vòng đấu loại trực tiếp |
| 3  | Singapore | 4  | 2 | 0 | 2 | 10 | 3  | +7  | 6  |                         |
| 4  | Lào       | 4  | 1 | 0 | 3 | 2  | 9  | −7  | 3  |                         |
| 5  | Campuchia | 4  | 0 | 1 | 3 | 0  | 14 | −14 | 1  |                         |

| Thái Lan                                                                                 | 7–0      | Campuchia |
| ---------------------------------------------------------------------------------------- | -------- | --------- |
| Teeratep 9' · Thonglao 15' · Manit 31', 83', 86' · Narongchai 42' · Jukkpant 65' (ph.đ.) | Chi tiết |           |

| Singapore                                       | 4–0      | Lào |
| ----------------------------------------------- | -------- | --- |
| Indra Sahdan 49', 72', 90' (ph.đ.) · Faizal 61' | Chi tiết |     |

| Thái Lan     | 1–0      | Singapore |
| ------------ | -------- | --------- |
| Teeratep 32' | Chi tiết |           |

| Myanmar | 0–0      | Campuchia |
| ------- | -------- | --------- |
|         | Chi tiết |           |

| Myanmar                                                                 | 4–0      | Lào |
| ----------------------------------------------------------------------- | -------- | --- |
| Nay Thu Hlaing 21' · Aung Tun Naing 27', 33' · Tint Naing Tun Thein 52' | Chi tiết |     |

| Campuchia | 0–5      | Singapore                                                      |
| --------- | -------- | -------------------------------------------------------------- |
|           | Chi tiết | Indra Sahdan 8', 60' (ph.đ.) · Fadzuhasny 32', 44' · Ratna 50' |

| Myanmar                            | 2–1      | Singapore        |
| ---------------------------------- | -------- | ---------------- |
| Aung Tun Naing 42' · Yan Paing 74' | Chi tiết | Indra Sahdan 82' |

| Thái Lan     | 1–0      | Lào |
| ------------ | -------- | --- |
| Hawanchri 9' | Chi tiết |     |

| Lào                | 2–0      | Campuchia |
| ------------------ | -------- | --------- |
| Phounsamay 4', 14' | Chi tiết |           |

| Thái Lan                     | 3–1      | Myanmar          |
| ---------------------------- | -------- | ---------------- |
| Manit 39', 61' · Sarawut 74' | Chi tiết | Soe Myat Min 12' |

### Bảng B
| VT | Đội          | ST | T | H | B | BT | BB | HS  | Đ | Giành quyền tham dự     |
| -- | ------------ | -- | - | - | - | -- | -- | --- | - | ----------------------- |
| 1  | Malaysia (H) | 3  | 3 | 0 | 0 | 9  | 1  | +8  | 9 | Vòng đấu loại trực tiếp |
| 2  | Indonesia    | 3  | 2 | 0 | 1 | 11 | 2  | +9  | 6 | Vòng đấu loại trực tiếp |
| 3  | Việt Nam     | 3  | 1 | 0 | 2 | 5  | 4  | +1  | 3 |                         |
| 4  | Brunei       | 3  | 0 | 0 | 3 | 1  | 19 | −18 | 0 |                         |

| Malaysia                                             | 5–0      | Brunei |
| ---------------------------------------------------- | -------- | ------ |
| Indra 38' · Rakhli 44', 45', 70' · Yusof 85' (ph.đ.) | Chi tiết |        |

| Việt Nam                                                                                    | 5–1      | Brunei              |
| ------------------------------------------------------------------------------------------- | -------- | ------------------- |
| Thạch Bảo Khanh 10', 52' · Tô Đức Cường 44' · Nguyễn Minh Nghĩa 55' · Nguyễn Quốc Trung 63' | Chi tiết | Jasriman Johari 25' |

| Indonesia | 1–0      | Việt Nam |
| --------- | -------- | -------- |
| Maman 81' | Chi tiết |          |

| Malaysia               | 2–1      | Indonesia |
| ---------------------- | -------- | --------- |
| Rakhli 69' · Irwan 81' | Chi tiết | Maman 49' |

| Indonesia                                                                     | 9–0 | Brunei |
| ----------------------------------------------------------------------------- | --- | ------ |
| Pamungkas 12', 15', 81' · Elie 13', 63', 65' · Sudarsono 49', 75' · Isnan 59' |     |        |

| Malaysia               | 2–0      | Việt Nam |
| ---------------------- | -------- | -------- |
| Jamil 47' · Rakhli 85' | Chi tiết |          |

## Vòng đấu loại trực tiếp
Trong vòng đấu loại trực tiếp, nếu một trận đấu có kết quả hòa sau 90 phút:
- Tại trận tranh huy chương đồng, sẽ không thi đấu hiệp phụ, trận đấu được quyết định bằng loạt sút luân lưu.
- Tại trận bán kết và trận chung kết, sẽ tổ chức thi đấu hiệp phụ (có áp dụng luật bàn thắng vàng). Nếu kết quả vẫn hòa sau hiệp phụ, loạt sút luân lưu sẽ được sử dụng để xác định đội thắng.

### Sơ đồ
|  | Bán kết                    | Bán kết  |                            |   | Trận tranh huy chương vàng | Trận tranh huy chương vàng |
|  |                            |          |                            |   |                            |                            |
|  | 13 tháng 9 – Shah Alam     |          |                            |   |                            |                            |
|  |                            |          |                            |   |                            |                            |
|  | Malaysia                   | 1        |                            |   |                            |                            |
|  | Malaysia                   | 1        | 15 tháng 9 – Shah Alam     |   |                            |                            |
|  | Myanmar                    | 0        |                            |   |                            |                            |
|  | Myanmar                    | 0        | Malaysia                   | 0 |                            |                            |
|  | 13 tháng 9 – Petaling Jaya |          | Malaysia                   | 0 |                            |                            |
|  |                            | Thái Lan | 1                          |   |                            |                            |
|  | Thái Lan (s.h.p.)          | Thái Lan | 1                          | 2 |                            |                            |
|  | Thái Lan (s.h.p.)          |          |                            | 2 |                            |                            |
|  | Indonesia                  | 1        |                            |   |                            |                            |
|  | Indonesia                  | 1        | Trận tranh huy chương đồng |   |                            |                            |
|  |                            |          |                            |   |                            |                            |
|  | 15 tháng 9 – Petaling Jaya |          |                            |   |                            |                            |
|  |                            |          |                            |   |                            |                            |
|  | Indonesia                  | 0        |                            |   |                            |                            |
|  | Indonesia                  | 0        |                            |   |                            |                            |
|  | Myanmar                    | 1        |                            |   |                            |                            |

### Các trận đấu

#### Bán kết
| Thái Lan                       | 2–1 (s.h.p.) | Indonesia    |
| ------------------------------ | ------------ | ------------ |
| Kitpongsri 39' · Teeratep 105' | Chi tiết     | Pamungkas 2' |

| Malaysia  | 1–0      | Myanmar |
| --------- | -------- | ------- |
| Yusof 12' | Chi tiết |         |

#### Tranh huy chương đồng
| Indonesia | 0–1 | Myanmar       |
| --------- | --- | ------------- |
|           |     | Yan Paing 44' |

#### Tranh huy chương vàng
| Malaysia | 0–1                     | Thái Lan  |
| -------- | ----------------------- | --------- |
|          | Chi tiết Chi tiết (VNE) | Sakda 75' |

### Huy chương vàng
| Bóng đá nam Đại hội Thể thao Đông Nam Á 2001 |
| -------------------------------------------- |
| · Thái Lan · Lần thứ 10                      |

## Thống kê

### Cầu thủ ghi bàn
Đã có 63 bàn thắng ghi được trong 20 trận đấu, trung bình 3.15 bàn thắng mỗi trận đấu.
5 bàn thắng
- Akmal Rizal Ahmad Rakhli
- Manit Noyvach

4 bàn thắng
- Bambang Pamungkas
- Indra Sahdan Daud

3 bàn thắng
- Elie Aiboy
- Aung Tun Naing
- Teeratep Winothai

2 bàn thắng
- Budi Sudarsono
- Maman
- Phengta Phounsamay
- Mohd Nizaruddin Yusof
- Yan Paing
- Indra Sahdan
- Mohamed Fadzuhasny
- Sarawut Trephan
- Thạch Bảo Khanh

1 bàn thắng
- Jasriman Johari
- Isnan Ali
- Indra Putra Mahyuddin
- Irwan Fadzli Idrus
- Mohd Nizam Jamil
- Nay Thu Hlaing
- Soe Myat Min
- Tint Naing Tun Thein
- Mohd Faizal Sazali
- Ratna Suffian
- Anucha Kitpongsri
- Datsakorn Thonglao
- Jukkpant Punpee
- Narongchai Vachiraban
- Rungpoj Hawanchri
- Nguyễn Minh Nghĩa
- Nguyễn Quốc Trung
- Tô Đức Cường

### Bảng xếp hạng
| VT | Đội          | ST | T | H | B | BT | BB | HS  | Đ  | Kết quả chung cuộc        |
| -- | ------------ | -- | - | - | - | -- | -- | --- | -- | ------------------------- |
| 1  | Thái Lan     | 6  | 6 | 0 | 0 | 15 | 2  | +13 | 18 | Vô địch - Huy chương vàng |
| 2  | Malaysia (H) | 5  | 4 | 0 | 1 | 10 | 2  | +8  | 12 | Á quân - Huy chương bạc   |
| 3  | Myanmar      | 6  | 3 | 1 | 2 | 8  | 5  | +3  | 10 | Hạng ba - Huy chương đồng |
| 4  | Indonesia    | 5  | 2 | 0 | 3 | 12 | 5  | +7  | 6  | Hạng tư                   |
|    |              |    |   |   |   |    |    |     |    |                           |
| 5  | Singapore    | 4  | 2 | 0 | 2 | 10 | 3  | +7  | 6  | Bị loại ở vòng bảng       |
| 6  | Việt Nam     | 3  | 1 | 0 | 2 | 5  | 4  | +1  | 3  | Bị loại ở vòng bảng       |
| 7  | Lào          | 4  | 1 | 0 | 3 | 2  | 9  | −7  | 3  | Bị loại ở vòng bảng       |
| 8  | Campuchia    | 4  | 0 | 1 | 3 | 0  | 14 | −14 | 1  | Bị loại ở vòng bảng       |
| 9  | Brunei       | 3  | 0 | 0 | 3 | 1  | 19 | −18 | 0  | Bị loại ở vòng bảng       |